# Симон Шилдер
Симон Шилдер (на английски: Simone Schilder; родена 7 април 1967 г.) в Нидерландия е бивша нидерландска тенисистка.

## Биография
Печели общо 2 сингъла и 8 двойки в Международната тенис асоциация по време на кариерата си. На 4 юли 1988 г. прави сингъл с най-високото си класиране в световната ранглиста с номер 164. На 14 август 1989 г. достига в двойки най-високо класиране с номер 71.
На 17 години става шампион на двойки на „Ролан Гарос“ през 1984 г. и представлява Нидерландия в Летните олимпийски игри през 1984 година. Последното ѝ участие е в Майорка, Испания през 1996 г. с Тамара Роленберг.

### Резултати (юноши сингъл)
| Турнир                    | Резултат  | Година       |
| ------------------------- | --------- | ------------ |
| Ролан Гарос               | 1-ви кръг | (1984, 1985) |
| Уимбълдън                 | 1-ви кръг | (1984)       |
| Открито първенство на САЩ | 3-ти кръг | (1985)       |

### Резултати (юноши двойки)
| Турнир                    | Резултат     | Година |
| ------------------------- | ------------ | ------ |
| Ролан Гарос               | победител    | (1984) |
| Уимбълдън                 | четвъртфинал | (1984) |
| Открито първенство на САЩ | 2-ри кръг    | (1985) |

## Класиране в световната ранглиста на АТР
| Година | Сингъл | Двойки |
| ------ | ------ | ------ |
| 1992   | 614    | 0      |
| 1991   | 189    | 190    |
| 1990   | 393    | 167    |
| 1989   | 282    | 92     |
| 1988   | 187    | 90     |
| 1987   | 257    | 127    |
| 1986   | 273    | 262    |